# Best Bits
Best Bits je kompilační album Rogera Daltreyho. Ve Spojených státech bylo vydáno v březnu 1982 a v Evropě pod názvem The Best of Roger Daltrey v roce 1981. Nahrávky „Martyrs and Madmen“ a „Treachery“ byly na tomto albu vydané poprvé. O kompilaci a dodatečné remixy se postarali Jon Astley a Phil Chapman.

## Seznam skladeb
1. „Martyrs and Madmen“ (Steve Swindells)
2. „Say It Ain't So, Joe“ (Murray Head)
3. „Oceans Away“ (Phillip Goodhand-Tait)
4. „Treachery“ (Swindells)
5. „Free Me“ (Russ Ballard)
6. „Without Your Love“ (Billy Nicholls)
7. „Hard Life“
8. „Giving it All Away“ (David Courtney, Leo Sayer)
9. „Avenging Annie“ (Andy Pratt)
10. „Proud“ (Ballard)
11. „You Put Something Better Inside Me“

## Umístění skladeb vhitparádách
- "Giving it All Away" (#5 UK), 1973
- "Without Your Love" (#20 US), 1980
- "Free Me" (#39 UK), 1980